# Лифшиц, Михаил Александрович
Михаи́л Алекса́ндрович Ли́фшиц (10 [23] июля 1905, Мелитополь, Таврическая губерния, Российская империя ― 20 сентября 1983, Москва, СССР) — советский философ, эстетик, литературовед, теоретик и историк культуры, специалист по эстетическим взглядам Гегеля. Критик «вульгарной социологии» (1930-е годы) и модернизма (1960-е — 70-е годы); активный участник литературных дискуссий 1930-х годов. Создатель оригинальных концепций теории отражения, идеального, реализма, онтогносеологии и теории тождеств.
Доктор философских наук (1973). Академик АХ СССР (1975, членкор с 1967).
Составитель хрестоматий «Маркс и Энгельс об искусстве» (первое издание — 1933) и «Ленин об искусстве» (1938), а также автор книг: «Вопросы искусства и философии» (1935), «Кризис безобразия» (1968), «Карл Маркс. Искусство и общественный идеал» (1972), «Диалог с Эвальдом Ильенковым» (1984), «В мире эстетики» (1985).

## Детство

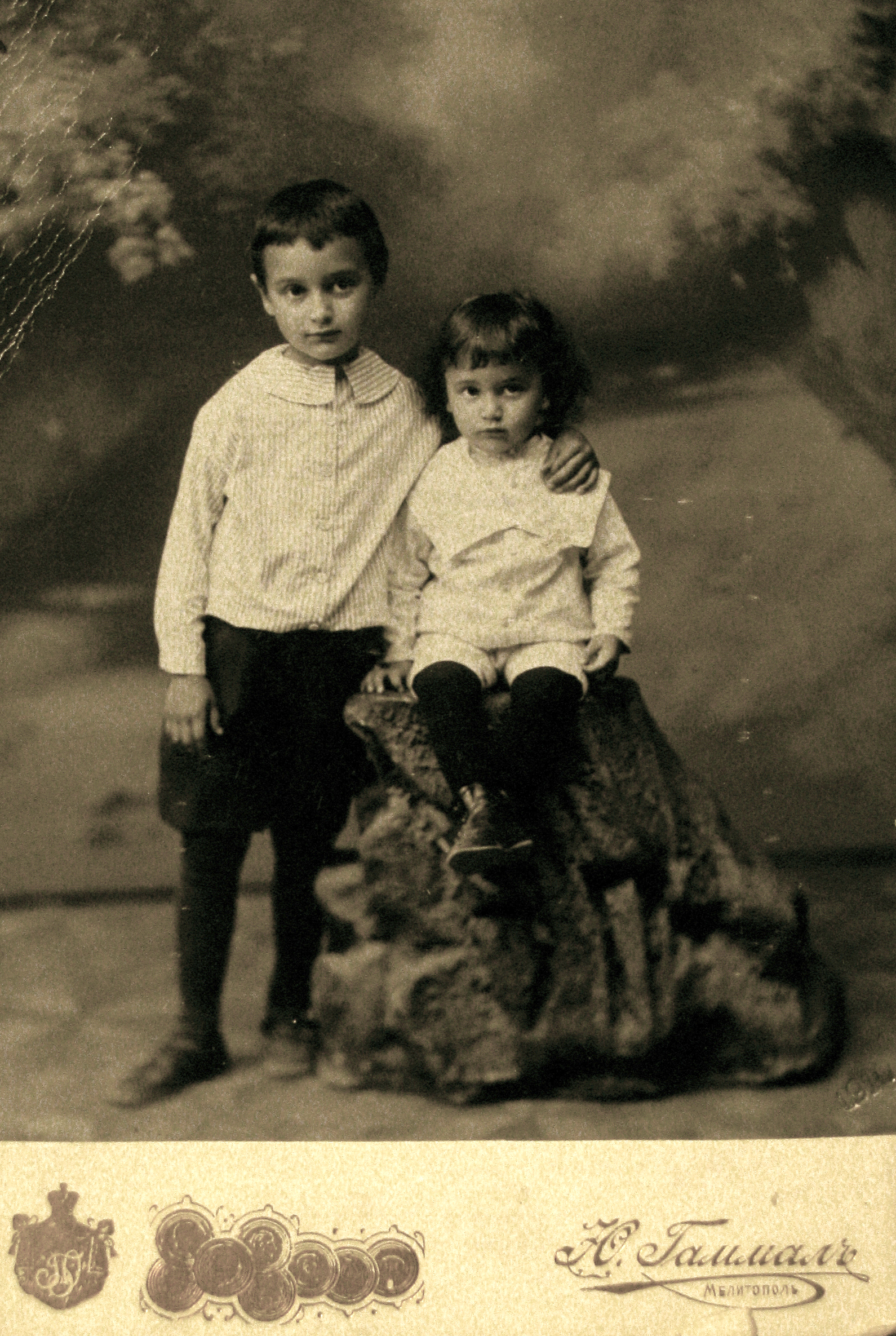
Миша Лифшиц с братом. Мелитополь, 1911 год.

Родился 23 июля (10 июля по старому стилю) 1905 года в Мелитополе Таврической губернии в еврейской семье, сын Ошера Хаимовича Лифшица (из Романово Минской губернии) и Ханы Шмуиловны Регельсон. В 1905—1907 годах Мелитополь был охвачен активными революционными выступлениями. Здесь же накануне рождения Лифшица произошёл первый в этой революции еврейский погром (18—19 апреля 1905 года), от которого его мать спасалась в деревне.

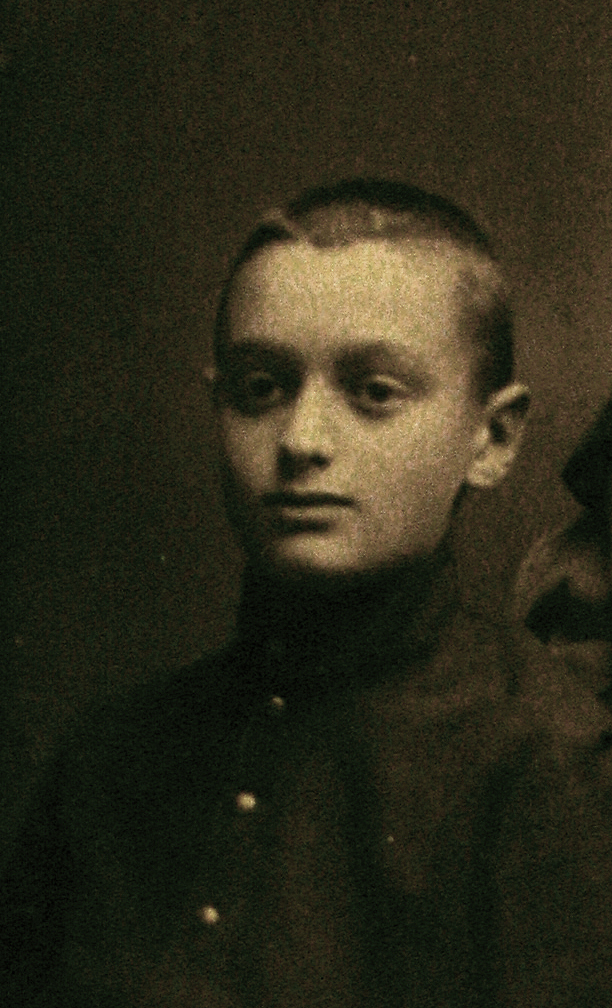
Миша Лифшиц. 1915 год.

С 1916 года Лифшиц учится в Мелитопольском реальном училище, преобразованном в 1921 году в Первую строительную школу гор. Мелитополя. Оканчивает её в июне 1922 года. Фоном его учёбы становятся события гражданской войны.
В 1917—1920 годах в Мелитополе многократно меняется власть. Город последовательно оказывается под властью Временного правительства, Центральной Рады, большевиков, а в мае 1918 года его оккупирует австро-германская армия. В ноябре 1918 года она покидает Мелитополь, и в город вступает Добровольческая армия Деникина. В марте 1919 года город освобождён от деникинцев частями Красной армии, в июне 1919 года его вновь захватывают деникинцы. В августе 1919 года они изгнаны из Мелитополя Повстанческой армией батьки Махно. В ноябре махновцы покидают город, и власть ещё несколько раз переходит из рук в руки от армии Врангеля к красным и обратно. В начале 1920 года в городе разразилась эпидемия сыпного тифа, которым переболел и Лифшиц. 30 октября 1920 года Красная армия окончательно выбивает Врангеля из города. После гражданской войны и засухи 1921 года в городе начинается голод, продолжающийся и в 1922 году.
В 1920 году пятнадцатилетнему Лифшицу попадают сочинения Плеханова и Ленина, оставленные большевиками при захвате Мелитополя Врангелем. Он читает основную философскую книгу Ленина «Материализм и эмпириокритицизм» (1908). Центральное положение этой работы, направленное против релятивизма: «Человеческое мышление по природе своей способно давать и дает нам абсолютную истину», — становится для Лифшица главной темой на протяжении всей жизни. Свою задачу в дальнейшем он видит «в осторожном возрождении абсолютного содержания марксизма». «Диалектический материализм есть теория абсолютной объективной истины», — пишет он.
Лифшиц считал счастливым для себя то обстоятельство, что момент, когда складывается первая форма сознательного отношения к миру, совпал у него с апогеем событий, вызванных Октябрьской революцией.

## Юность

### ВХУТЕМАС(1923—1929)
В 1922 году Лифшиц приезжает в Москву, чтобы поступить во ВХУТЕМАС и стать художником. Как провинциального реалиста его не принимают, в течение года он осваивает авангардные приёмы и в 1923 году становится студентом ВХУТЕМАСа (с 1926 года преобразованного во ВХУТЕИН).
Здесь во ВХУТЕМАСе в 1923—24 годах Лифшиц переживает внутренний кризис модернистского движения, резко расходится со своими учителями и обращается к традиции реалистической классики. «Я понял живую связь коммунистического идеала со всеми великими периодами расцвета искусства и, более широко, — с тем, что Гегель назвал царством прекрасной нравственности». С этого времени он «числит начало своей сознательной жизни». Не боясь показаться несовременным, Лифшиц формулирует своё кредо: «Наступает время сказать „прощай!“ мышиной возне рефлексии», — и называет этот шаг «освобождением более радикальным, чем любой „переворот в искусстве“ прежних десятилетий». В своих воспоминаниях об этом времени он писал: «Выбросить из головы кошмар банальности вместе с идолом новизны казалось мне тогда великим подвигом». Дальнейшее обучение в одном из самых авангардных на этот момент вузов в мире становится для него невозможным. Его учёба заканчивается в 1925 году. Он не получает документа о высшем образовании, но приглашается на работу во ВХУТЕМАС преподавателем.
Ещё в 1920 году Ленин настоял на обязательном преподавании во ВХУТЕМАСе политической грамоты, основ коммунистического мировоззрения и внёс в проект декрета о его создании уточняющее добавление: преподавание марксистской философии должно
вестись не только на подготовительном отделении Мастерских, но и на всех его курсах. Преподавателей не хватало. В 1924 году Лифшиц получает задание организовать в Мастерских преподавание общественных наук и начинает вести семинары по марксистской философии. С 1 марта 1925 года его зачисляют на штатную должность старшего ассистента ВХУТЕМАСа по кафедре диалектического материализма, с 9 октября 1929 года — на должность доцента. С 5 ноября 1929 по совместительству заведует кабинетом общественных наук.
С середины 1920-х годов внимание Лифшица привлекает немецкая диалектика. Он занимается самостоятельно немецким языком, изучает Шеллинга и Гегеля, используя их концепции для решения актуальных задач искусства уже в своих первых публикациях, появляющихся в 1926 году. Его начинает интересовать изложение марксистского гегельянства, в чём он непосредственно следовал Ленину, который в 1922 году призывал сотрудников вновь организованного журнала «Под знаменем марксизма» стать «обществом материалистических друзей гегелевской диалектики».

### Открытие эстетики Маркса
В это же время в центре научных интересов Лифшица оказываются эстетические взгляды Маркса. В 1927 г. он пишет первый вариант работы на эту тему, часть которой была напечатана в журнале ВХУТЕИНа. Новаторский характер его подхода состоял в убеждении, что у Маркса была продуманная целостная концепция художественного творчества, которую можно было восстановить, тщательно собирая и систематизируя его высказывания об искусстве. В двадцатые годы в марксистской литературе господствовала мысль, что у Маркса, Энгельса и Ленина, занятых более серьёзными проблемами, существовали лишь «недоразвитые до конца, частные высказывания по вопросам искусства». В них было принято видеть личные вкусы, а не теорию. Так считал и лучший знаток биографии Маркса Франц Меринг. Марксистская же эстетика базировалась на текстах, прежде всего, Плеханова, а также Меринга и Каутского. Интерес Лифшица к эстетике Маркса выходил далеко за рамки собственно эстетики. Марксистская литература 1920-х гг. объясняла духовные формы производства — «надстройку» — сводя их к экономическому основанию «базису». В эту схему не помещались высказывания Маркса по вопросам эстетики и, в частности, его знаменитая мысль, сформулированная в 1857—1858 гг. о греческом искусстве и эпосе, которые «продолжают доставлять нам художественное наслаждение и в известном отношении служить нормой и недосягаемым образцом». Марксизм 1920-х гг. утверждал, что эти рассуждения являются не поставленными «с головы на ноги» реминисценциями гегельянства, непреодолённого Марксом в области эстетики. Художественные взгляды Маркса в этой интерпретации оказывались несовместимы с окончательно установившимся у него мировоззрением. «Маркс и после того как он окончательно выработал свою историко-материалистическую концепцию, все же не встал на точку зрения признания эстетических оценок всецело относительными, вполне зависящими от исторических условий». Таким образом, признание Лифшицем системы эстетических взглядов Маркса важной частью его материалистической концепции было направлено на кардинальное изменение самой концепции. Господствующее представление о марксизме как редукции бесконечного содержания произведения искусства к конечному экономическому факту, к классовой психоидеологии, отвергалось Лифшицем, и главным оказывался вопрос: «Чем хорошо это искусство, почему мы храним его произведения и наслаждаемся им?». Это был принципиально новый подход к пониманию философии культуры и философии истории в марксизме. В нём принципиальное значение приобретало понятие истины в марксизме. "В одной из своих ранних статей Маркс писал: «Философия спрашивает: что есть истина? — а не: что считается истиной? Её интересует то, что является истиной для всех, а не то, что является истиной только для некоторых».
Своё представление о взглядах Маркса на исторические судьбы искусства Лифшиц формулирует следующим образом: «„Искусство умерло. Да здравствует искусство!“ ― таков основной мотив эстетических взглядов Маркса».
В 1927 г. Лифшиц выступает во ВХУТЕИНе с докладом «Диалектика в истории искусства», в тезисах к которому формулирует в сжатой форме кардинальные положения своего мировоззрения. Он высказывает здесь идеи, которые будет развивать на протяжении всей жизни. В фундамент этого текста положена критика всех форм релятивизма, снимаемого через отрицание отрицания: «Относительность тоже относительна». Лифшиц проецирует на историю искусства ключевые положения работы Ленина «К вопросу о диалектике», опубликованной в 1925 г. «Для объективной диалектики в релятивном есть абсолютное. Для субъективизма и софистики релятивное только релятивно и исключает абсолютное». Отсюда определение Лифшица: «Релятивизм есть диалектика дураков». Центральная формулировка статьи Лифшица звучит так: «Вопреки ходячим фразам нашего века абсолютная красота существует так же, как абсолютная истина». Для эпохи 1920-х гг. идея носила характер откровенного вызова. Под «ходячими фразами нашего века» Лифшиц подразумевает официальный советский марксизм середины 1920-х гг., который в своих самых распространённых версиях базировался на буквальном прочтении фразы Энгельса: «Для диалектической философии нет ничего раз навсегда установленного, безусловного, святого». За релятивизм Лифшиц подвергает жесткой критике профессора В. Фриче, который в 1920-е гг. считается главным теоретиком в области марксистской эстетики.

### Дело Ваграмяна (1929)
Позиция Лифшица, находящаяся в остром конфликте с господствующим представлением о марксизме, должна была столкнуться с сильным противодействием. Это произошло в декабре 1929 г. Выступая на коллективной оценке дипломных работ студентов живописного факультета, он поддержал художника Ваграмяна, работы которого, по словам его критиков, «не отражают современность», «копируют Возрождение», и «не только не отвечают задачам классовой борьбы пролетариата, но являются реакционными по форме и содержанию». Декабрьский выпуск Газеты студентов и работников ВХУТЕИНа (№ 2-3) был в значительной степени посвящён Лифшицу. Он вышел под шапкой: «Бьем правый уклон на практике», — и с подзаголовком: «Не дадим жонглировать словами Ленина в пользу идеализма». Выступление Лифшица разбиралось в материалах: «Идеализм под маской ленинизма и марксизма», «О правом уклоне в искусстве», «Комсомол осуждает выступление т. Лифшица», «Будь на чеку», «Ждем признаний не только на словах, но и на деле». В газете была опубликована резолюция пленума бюро ячейки ВЛКСМ ВХУТЕИНа от 10 декабря. В ней говорилось, что выступление Лифшица в условиях обострения классовой борьбы «по существу является реакционным недопустимым явлением» и квалифицировалось «как выражение правого уклона» («обвинение по тем временам довольно сильное»). Также пленум отметил «противопоставление тов. Лифшицем себя партийно-комсомольскому активу» и потребовал от него «полного признания и исправления своей ошибки», угрожая в противном случае «поставить вопрос перед Обкомом о возможности его работы в качестве преподавателя диалектического материализма в ВУЗе». Дальнейшая работа во ВХУТЕИНе для Лифшица стала невозможной.

## 1930-е годы
Своё ощущение происходящего переворота в мировой истории Лифшиц описывал словами: «Ещё на исходе двадцатых годов я понял, что мои идеалы нужно мерить масштабом эпохи переселения народов
и первоначального христианства». Свои идеи он считал отражением «великого перехода от старого классового мира к ещё неведомому завтрашнему дню человеческих обществ».
По итогам теоретического опыта 1930-е гг. — наиболее важный период деятельности Лифшица. Его идеи второй половины 1920-х гг. получают в
эту эпоху развитие, оформление, фиксируются в публикациях и начинают активно
воздействовать на эстетическую и общественную мысль в СССР.
Первую половину 1930-х гг. Лифшиц характеризовал как зазор между двух репрессивных сил. Об этой эпохе он писал: «Между крушением старых догм абстрактного марксизма, сохранившихся ещё с дооктябрьских времен, и утверждением единого догматического образца открылось удивительное время». Подобные ситуации, которые Лифшиц назвал щелью, постоянно находились в центре его теоретических интересов и прослеживались на протяжении всей истории культуры. Так, характеризуя греческую античность, как эпоху, возникшую в щели между разложившимся родовым бытом и ещё не окрепшей фатальной силой, связанной с законами товарного общества, он писал: «Вся мировая классика родилась в подобных промежутках между уже и ещё не, и греческое чудо стало чудом из чудес». Так и в начале 1930-х гг., по словам Лифшица, «стали возможны страницы марксистской литературы, которых не стыдно и теперь».

### Институт марксизма-ленинизма
В феврале 1930 г. Лифшиц прекращает работу во ВХУТЕИНе и переходит по приглашению Д. Рязанова в Институт Маркса ― Энгельса (ИМЭ) (с 1931 г. Маркса ― Энгельса ― Ленина при ЦК ВКП(б) (ИМЭЛ)), где он числился в должности старшего научного сотрудника с июня 1929 г. Он продолжает там работать по ноябрь 1933 г. Здесь Лифшиц оказывается в мировом эпицентре исследований рукописей Маркса и Ленина, их подготовки к печати и комментирования.
В 1932—1935 гг. он работает в Коммунистической академии и продолжает преподавать философию в Институте красной профессуры. Лифшиц ведёт также издательскую работу. По его инициативе и под его редакцией выходит серия «Классики эстетической мысли» — работы Винкельмана, Лессинга, Гёте, Шиллера, Вико. Лифшиц редактирует также большую серию немецкой литературы в издательстве «Academia» и является главным редактором этого издательства; в 1938—1941 гг. редактирует серию «Жизнь замечательных людей», является членом редакционной коллегии «Литературной газеты» (1939—1941), читает ряд курсов по истории эстетических учений и марксистской теории искусства. С 1 декабря 1940 г. по 1 июня 1941 г. заведует кафедрой теории и истории искусства Московского института философии, литературы и истории имени Н. Г. Чернышевского (МИФЛИ). В 1938—1941 гг. работает заместителем директора Третьяковской галереи по научной работе, коренным образом перестраивая «Опытную комплексную марксистскую экспозицию» 1930 г., сделанную в своё время в соответствии с принципами вульгарной социологии.
Интерес к теме искусства у Лифшица отчасти был связан с невозможностью разрабатывать непосредственно философские вопросы, «находившиеся в полном заведовании догматиков и экзегетов». «Более свободным — писал он, — после 1932 г. казалось минное поле искусства и литературы, чем мы и занимались с дерзостью, по тем временам неслыханной, вызывая удивление обычных литературных дельцов и других прохиндеев. Они не без основания подозревали в этом ересь по отношению к тому, что считалось у них ортодоксией».

### Лифшиц иЛукач

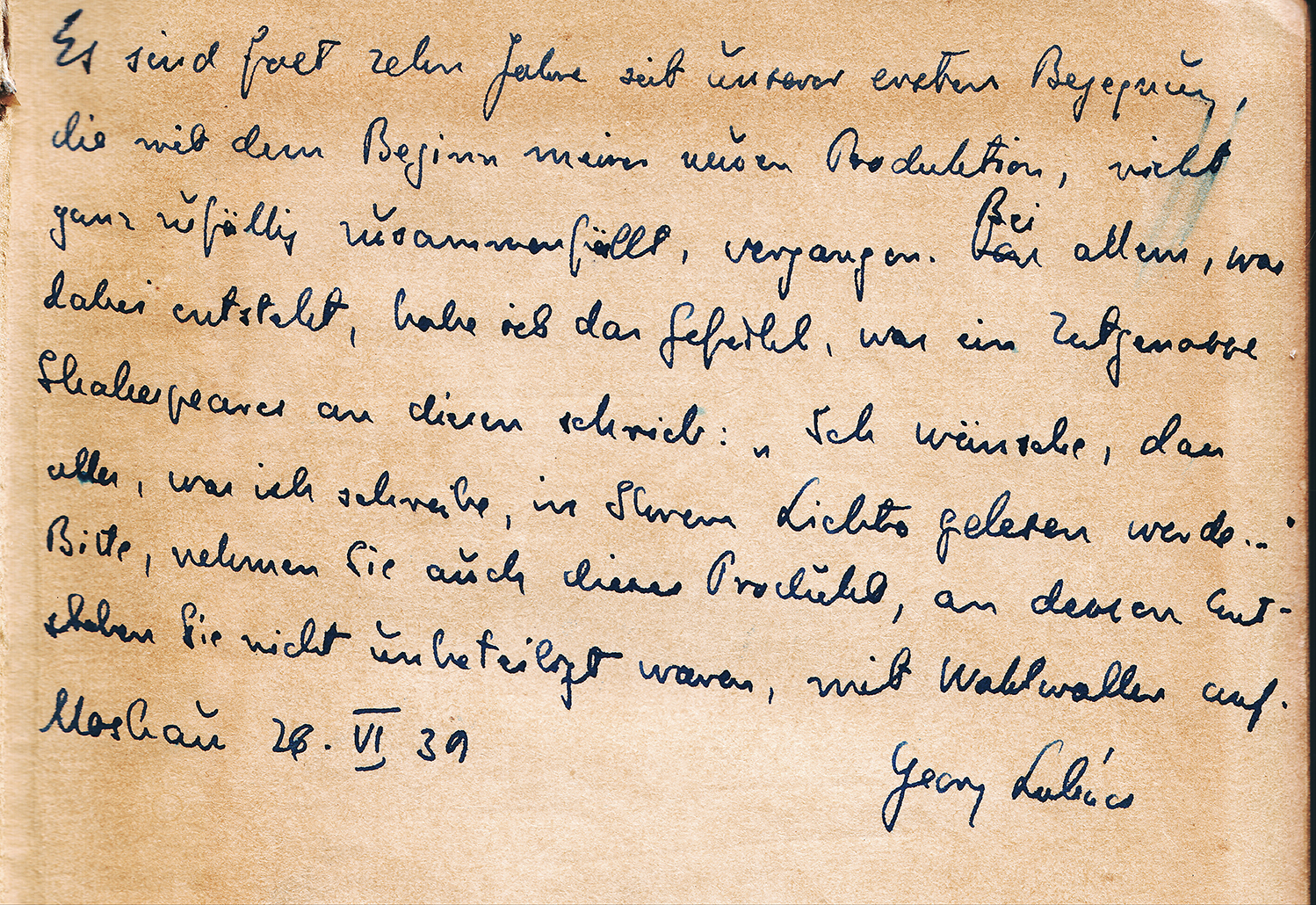
Дарственная надпись Лукача на подаренной Лифшицу книге «К истории реализма». «Прошло уже десять лет со дня нашей первой встречи, которая не совсем случайно совпадает с началом моей новой творческой деятельности. По поводу всего, что при этом возникает, у меня такое же чувство, которое было у одного из современников Шекспира, писавшего ему: „Я хотел бы, чтобы все, написанное мною, читалось в Вашем свете…“ Прошу Вас, примите доброжелательно и это создание, при возникновении которого Вы также не остались безучастным. Москва. 26. VI. 1939. Георг Лукач»

В начале 1930 г. в ИМЭ Лифшиц знакомится с приехавшим в декабре 1929 г. в Москву Д. Лукачем, который становится одним из самых близких ему людей. Они интенсивно общаются все 1930-е гг. и активно влияют друг на друга. Их дружба продолжается до дня смерти Лукача в 1971 г. Следы лифшицианства ясно прослеживаются в публикациях Лукача 1930-х гг. В частном письме Лифшиц писал: «Я могу без всякого колебания сказать, что не только увлек его в сторону занятия эстетикой марксизма, в сторону марксистского гуманизма вообще, но и научил его ленинской теории отражения. Много моих идей воплощено в его трудах, написанных в тридцатые годы». При этом сам Лифшиц подчеркивал, что Лукач его метод освоил не полностью, «не был знаком со всеми моими выводами». Он критиковал Лукача за то, что тот «недостаточно гегельянец, в нём ещё говорят пережитки неокантианства начала века», а поздние работы характеризовал как приближение к взглядам мыслителей, «переодевающих обыкновенный субъективизм двадцатого века в марксистские фразы». Лифшиц пишет о Лукаче 1960-х гг.: «Он подчеркивает теперь не объективную диалектику познания, исходящую из теории отражения, а субъективно-действенный момент».
Лифшиц критиковал Лукача и за манеру изложения: «Очень уж неаккуратно и мутно писал», «масса философских слов и оборотов, но нет контроля над основной мыслью, которая уходит бог весть куда и удерживается только общими местами, часто воспоминаниями о „диамате“». Лифшиц подчеркивал, что их пути разошлись после отъезда Лукача из СССР (1945). Об этом же писал и Лукач в поздние годы: «Я не думаю, что наша дружба закончилась бы, но, естественно, я далеко уже ушел от тех идей, которых Лифшиц придерживается по сегодняшний день». В архиве Лифшица сохранились многочисленные наброски о дружбе с Лукачем и о необходимости размежевания с ним. Переписка Лифшица с Лукачем (1931—1970), издана на русском языке.
Атмосферу, в которой Лифшиц и Лукач работали в начале 1930-х гг., характеризует следующий документ. После ареста в феврале 1931 г. директора ИМЭ Д. Рязанова, П. Ф. Юдин, возглавивший перестройку работы кабинета истории философии, отправил новому директору института В. Адоратскому записку, где писал о работающих там Лукаче и Лифшице: «В задачу этого кабинета входила работа над историческим материализмом. Но об истмате они и не думали. Там всего есть несколько случайных книжек по истмату… Ни одна из проблем марксизма не разрабатывалась, не говоря уже об изучении ленинизма. Ни в одном из перечисленных кабинетов нет ни единой книжки Ленина или о Ленине. В философском кабинете есть отдел по современной философии. Собраны все идеалисты-мракобесы (Шпенглер, Гуссерль, Шпет и т. д.), но к числу современных философов руководителями кабинета Ленин не причислялся».
В 1930-е гг. вокруг Лифшица объединяется круг единомышленников, куда входят литературные критики и литературоведы: В. Р. Гриб, В. Александров (Келлер), Е. Ф. Усиевич, И. А. Сац, и др. К ним был близок и писатель А. Платонов. Оппоненты называли этот круг «Течением». Его печатным органом стал журнал «Литературный критик» (1933—1940).

### Печатные произведения тридцатых годов

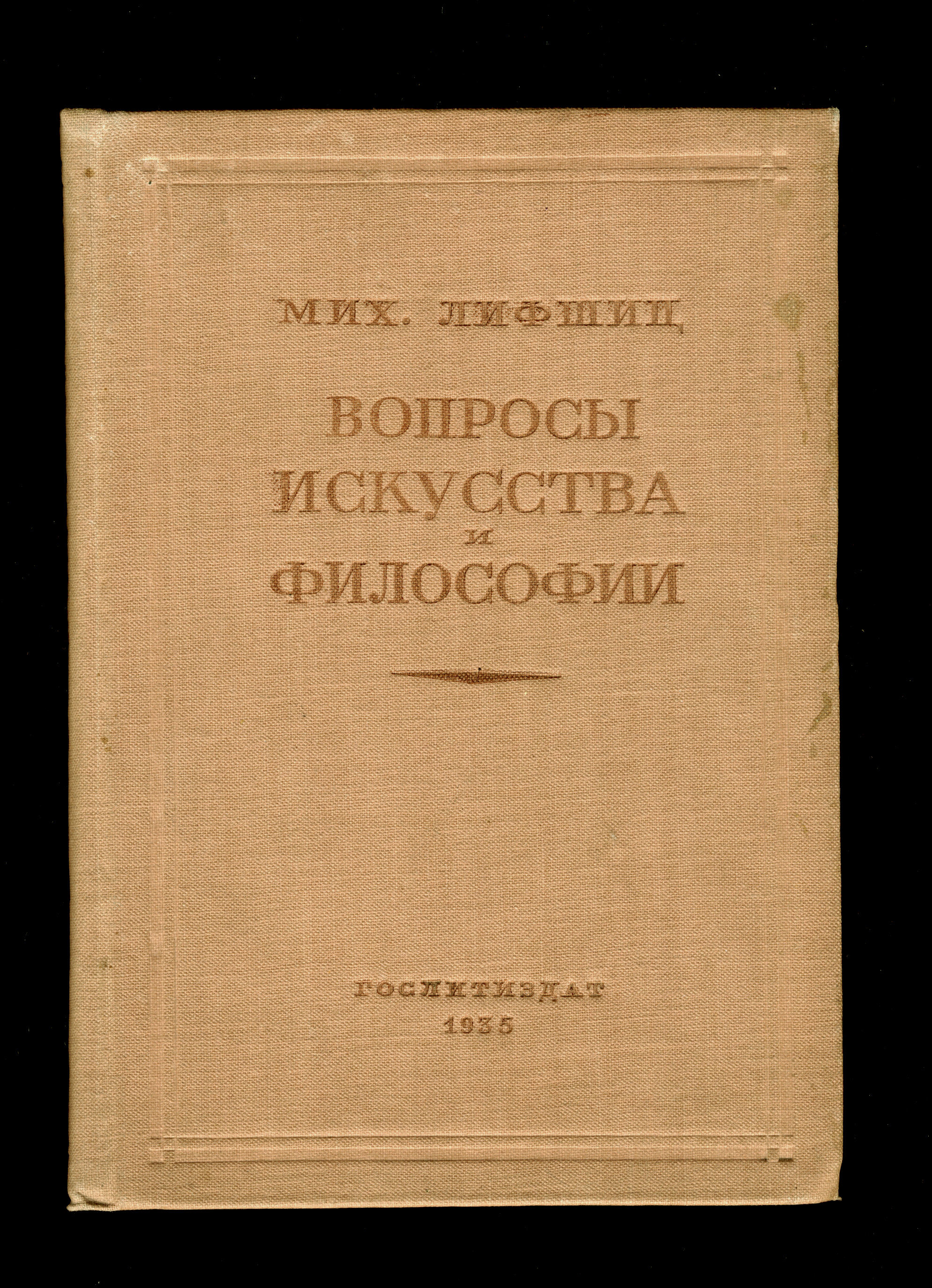
Обложка книги «Вопросы искусства и философии», опубликованной издательством «Художественная литература» в 1935 году.

В это десятилетие Лифшиц пишет статьи о Марксе, Винкельмане, Гегеле, Чернышевском, Вико, стремясь «восстановить классическую линию в истории мысли, которая привела к марксистской эстетике, к марксистскому гуманистическому мировоззрению в целом».
Произведения Лифшица, печатавшиеся в советских периодических изданиях с 1931-го по 1934 г. были собраны им в книгу «Вопросы искусства и философии», опубликованную в 1935 г. В работе «Судьба литературного наследства Гегеля» (1931) Лифшиц, следуя мысли Ленина «читать Гегеля материалистически», ставит целью найти в Гегеле «и вывести на свет реальное содержание», показать у философа «отражение событий французской революции». В этом тексте, по словам самого Лифшица, «до Лукача и, кажется, не хуже чем у него, хотя и кратко, изображен молодой Гегель». (В 1930-е гг. Лукач работает над фундаментальной книгой «Молодой Гегель и проблемы капиталистического общества», которая выходит после окончания Второй мировой войны с посвящением: «Михаилу Александровичу Лифшицу в знак уважения и дружбы»).

Обложка книги «The Philosophy of Art of Karl Marx», изданной в Нью-Йорке в 1938 году.

Вошедшая в книгу «Вопросы искусства и философии» работа «Карл Маркс и вопросы искусства», написанная в 1931 г. для «Литературной энциклопедии», выходила отдельным изданием в 1933 г.. В ней впервые были реконструированы в систематической форме эстетические взгляды Маркса. Особое внимание Лифшиц уделяет молодому Марксу, его юношеским работам и рукописям 1840-х гг., которые в то время изучались только в ИМЭ. Интерес к эпохе возникновения марксизма связан был с принципиальной методологической установкой Лифшица: «Вопросы, стоявшие перед Марксом в эпоху возникновения научного коммунизма, бросают особый свет на его ответы эпохи зрелости». Брошюра с существенными купюрами выходит в Нью-Йорке на английском языке в 1938 г. под названием «The Philosophy of Art of Karl Marx». Переизданная в таком же виде дважды в Лондоне (1973, 1976) с предисловием Терри Иглтона, она остается единственным произведением Лифшица, известным в англоязычном мире.
Характеризуя свою литературную деятельность этого времени, Лифшиц писал в частном письме 25 лет спустя: «В начале тридцатых годов мне удалось проделать небольшую щель в самозатягивающейся резине современного мирового духа».
В 1934 г. в журнале «Литературный критик» выходит статья Лифшица «О культуре и её пороках». В этом тексте, написанном в переломный момент советской культуры, на переходе от аскетизма и борьбы с классическим наследием 1920-х гг. к неоклассицизму 1930-х гг. Лифшиц подвергает критике обе позиции. Он вскрывает внутреннюю связь двух «напастей», сменяющих друг друга, отвергая предложенный выбор между некультурностью и пороками культуры, демонстрируя последние, в частности, на примере новейшей сталинской архитектуры. Это первый по времени и редкий до 1954 г. текст, где подвергается критике эстетическая доктрина 1930-х гг., которую Лифшиц характеризует как «болезненное тяготение к тем архитектурным стилям, в которых заметны избыток и перезрелость форм, символика внешнего величия, стремление к грандиозному и подавляющему».
Политические репрессии, идущие в СССР по нарастающей с конца 1920-х гг., слегка ослабевшие в 1933—1934 гг., выходят на новый виток после убийства С. Кирова 1 декабря 1934 г. в Ленинграде. В самый разгар этих событий, 26 февраля 1935 г., в газете «Литературный Ленинград» выходит статья «Троцкистский комментарий к Марксу», посвящённая брошюре Лифшица «К вопросу о взглядах Маркса на искусство» и комментариям Лукача к переписке Маркса и Энгельса с Лассалем о трагедии «Франц фон Зикинген». Лифшиц жестко отвечает на обвинения статьёй в «Литературной газете». Вспоминая позже дискуссии 1930-х гг. Лифшиц писал, что в этих схватках бывали «опасности, не менее грозные, чем потусторонний звук летящей мины, привет с того света». Споры велись с враждебностью, «доходившей иногда до готовности послать другого на смерть».

### Борьба с вульгарной социологией
В 1930-е гг. Лифшиц принимает активное участие в борьбе против вульгарной социологии. Он публикует на эту тему ряд полемических статей в «Литературной газете», журналах «Литературный критик» и «Литературное обозрение». Хотя термин «вульгарная социология» появляется в советской печати с 1930-х гг., само явление известно уже с XIX в. Это самое влиятельное в СССР в 1920-е гг. направление в теории искусства, понимающее марксистский метод как расшифровку, разоблачение тщательно загримированных и законспирированных динамически-бессознательных общественных явлений (по принципу психоанализа). Искусство в этом ракурсе рассматривается как одно из средств классового самоутверждения и классового господства. «Так, отпечатывая в художественных образах свою психическую сущность, определяемую его ролью в хозяйственной жизни, каждый класс, при помощи искусства воспитывает своих членов в духе настроений и идеалов, обеспечивающих ему существование, победу и власть». Характеризуя это направление мысли, Лифшиц писал: «Эта литература была последовательна до безумия и сметала со своего пути попытку сохранить здравый смысл, хотя бы ценой маленьких хитростей и оговорок».

#### Бытие определяет сознание
В разгроме подобного «догматического упрощения марксистского метода» принципиальное значение имела статья Лифшица «Ленинизм и художественная критика». Опираясь на знаменитую работу Ленина «Лев Толстой как зеркало русской революции» (1908), Лифшиц обнаруживает у Ленина более глубокий смысл, чем это представлялось вульгарному марксизму, известного положения «бытие определяет сознание». («Не сознание людей определяет их бытие, а, наоборот, их общественное бытие определяет их сознание», — из предисловия Маркса к «К критике политической экономии» (1859)). Лифшиц показывает, что формулу Маркса можно прочитать двумя прямо противоположными способами. В тексте, относящемся к уже более поздним годам его жизни, он так формулирует эту разницу: в первом случае «отсюда следует, что психология человека зависит от его биологического и социального
образа жизни. В этом смысле бытие находится, так сказать, за спиной у каждого общественного человека и автоматически внушает ему те или другие идеи и вкусы». «Но повернём вопрос об отношении сознания к реальному миру иначе, и нам придётся иметь дело с бытием, лежащим не за спиной у субъекта, а перед ним. Оно также определяет сознание, но определяет его как внешний предмет ощущения и мышления. Мир един, аспекты его различны. В первом случае сознание является только продуктом определённой, всегда ограниченной суммы условий, во втором — оно также обусловлено, но вместе с тем и безусловно, в принципе ничем не ограничено». Только во втором случае сознание оказывается вменяемым.

#### Теория отражения
В этой же статье, опираясь на метафору Ленина «Толстой как зеркало», Лифшиц разрабатывает теорию отражения, понимая под понятием отражения «развитие понятия рефлексии в гегелевской диалектике». Своеобразие его подхода к этой теории коренится во взгляде, что «не человек отражает действительность, а сама действительность отражается в человеке». «Это означает, что формы, которые проявляются в искусстве, в литературных произведениях, прежде существуют реально в жизни». Это было развитием положения Маркса, сформулированным уже в «Введении к критике гегелевской философии права»: «Недостаточно, чтобы мысль стремилась к воплощению в действительность, сама действительность должна стремиться к мысли». Возбуждённый человеческой практикой сам объективный мир перестает здесь быть просто предметом созерцания, но рассматривается под углом зрения субъективного развития, достигая в человеке уровня самоотражения. Здесь Лифшиц опирается на первый тезис о Фейербахе: «Главный недостаток всего предшествующего материализма — включая и фейербаховский — заключается в том, что предмет, действительность, чувственность берётся только в форме объекта, или в форме созерцания, а не как человеческая чувственная деятельность, практика, не субъективно». Лифшиц пишет: «Прежде чем действовать, нужно отразить — верно. Но чтобы верно отразить, нужно рассмотреть „в форме субъекта“, а что это значит? Найти в мире эти „формы субъекта“, вызвать их (как это делает человек стихийно)». Только природа, достигшая определённого уровня рельефности, освещенности, приобретает свойство отражаемости. «Человеческое сознание никогда не могло бы стать зеркалом реальности, если бы сама реальность не обладала в определённых точках свойством зеркальности». Разрабатываемое Лифшицем понятие коэффициента отражаемости является ключом к теме об исторических судьбах искусства. «Уже в докладе 1926 г., — пишет Лифшиц, — я ставил вопрос — как может и может ли выразить себя в данной ситуации эстетически сама действительность?» Другими словами: «То, что не дано в разумной форме самой действительностью, не может быть понято и человеческой головой». Поэтому, в интерпретации Лифшица, марксизм «не есть простой результат умных операций головного мозга основателей этого учения, а представляет собой исповедь мира в роковой момент высшего развития и разложения классовой цивилизации». Так и о себе он говорит: «Мне всегда становилось ясно, что я являюсь функцией или голосом определённой ситуации, определённых обстоятельств».
Теория отражения подробно излагается Лифшицем в его поздних текстах: «Диалог с Ильенковым» и «Человек 30-х годов».
Вокруг публикации Лифшица в 1936 г. развернулась большая литературная дискуссия. 8 августа 1936 г. в газете «Правда» была опубликована передовая статья «Привить школьникам любовь к классической литературе», содержащая лифшицианские формулировки. Квазимарксизм в его вульгарно социологической версии потерпел поражение. В широкий обиход вводились ранее отвергаемые понятия «реализм», «народность». Лифшиц характеризовал это как настоящий идейный переворот в районе 1935—1936 гг. «В таких областях, как история литературы, художественная критика, эстетика и все, что относится к пониманию человека, так называемой антропологии, действие его было подобно землетрясению». Но у него была и обратная сторона. «Перемена, столь разительная, — писал Лифшиц в своем позднем комментарии, — произошла слишком быстро, как бы по щучьему велению». «Дело вульгаризации
новых идей, распространившихся с молниеносной быстротой, облегчалось тем обстоятельством, что в них было что-то недосказанное, некоторая адаптация к возможному признанию, а попытки пойти дальше этой черты и сказать второе слово, более важное, встречали на своем пути нешуточную опасность».

### Хрестоматия «Маркс и Энгельс об искусстве» (1937)

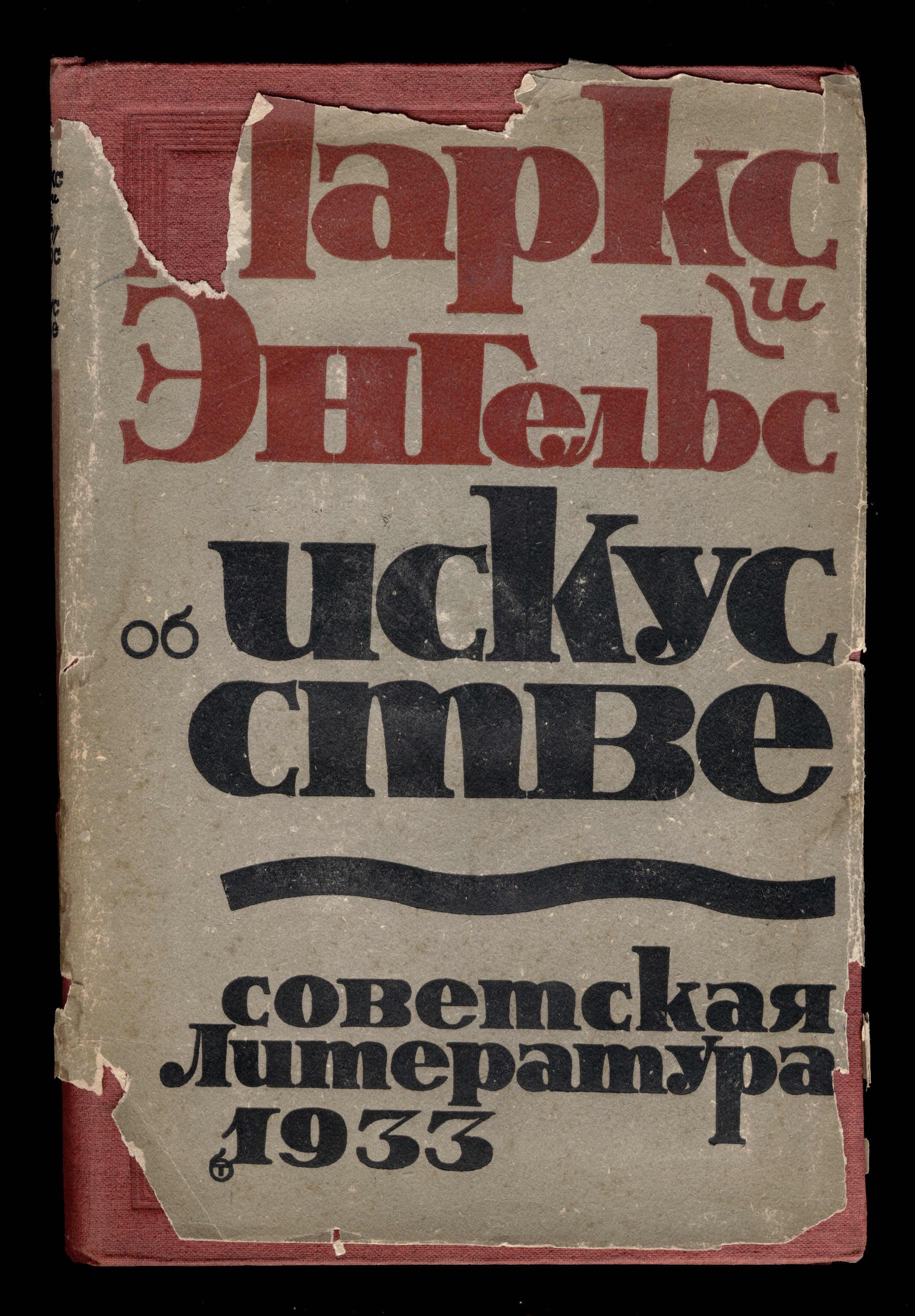
Маркс и Энгельс об искусстве. 1933 г. Суперобложка работы художника Бориса Титова.

В ходе борьбы с вульгарной социологией Лифшиц создаёт антологии: «Маркс и Энгельс об искусстве» (1937) и «Ленин о культуре и искусстве» (1938). Замысел первой из них относится к рубежу 1920-х — 1930-х гг. Она задумывалась как дополнение к статье «Карл Маркс и вопросы искусства», состоящей в значительной степени из фрагментов текстов Маркса. Первое издание хрестоматии вышло в 1933 г. но составлена она была не по плану Лифшица (хотя его имя стоит на титульном листе), и он не был ею удовлетворен. Издание 1937 г. (многократно переиздававшееся впоследствии в расширенном виде), сделанное целиком по его замыслу, Лифшиц рассматривал как свой важнейший труд, про который говорил: «Я больше дорожу этой антологией как введением в философию культуры марксизма, чем моими оригинальными работами». Принципиальное значение работы над антологией состояло в том, чтобы показать как метод Маркса в тех жестких формулировках, на которые опирались вульгарные социологи и которые были до предела заострены Марксом в полемике с противниками, использовался им самим в отношении искусства. Здесь Лифшиц следовал за Энгельсом, который критикуя тех марксистов, которые придавали бо́льшее значение экономической стороне, чем следует, писал о Марксе: «Но как только дело доходило до изображения какого-либо исторического периода, то есть до практического применения, дело менялось, и тут уже не могло быть никакой ошибки» (письмо Й. Блоху. 21-22 сентября 1890 г.). Благодаря антологии Лифшица широкий советский читатель впервые был ознакомлен с текстами молодого Маркса и с отрывками из «Экономическо-философских рукописей 1844 года». Хрестоматия подчеркивала ту антропологическую, гуманистическую основу марксизма, которую её создатели не считали нужным широко экспонировать, особенно в поздние годы. Антология стала «настольной книгой всех эстетиков марксистов», она многократно издавалась на немецком языке и послужила основой для всех изданий на других языках. Многочисленные англоязычные издания хрестоматии по составу и компоновке материала отличаются от замысла Лифшица.
Своими статьями о Марксе и Ленине 1930-х гг. и хрестоматиями их текстов об искусстве Лифшиц «по сути, в одиночку создает марксистско-ленинскую эстетику, впрочем, отличающуюся от того, что преподавалось под этим именем в СССР как земля от неба».
В частном письме 1960 г., характеризуя свою деятельность 1930-х гг., Лифшиц писал: «Мне вскоре пришлось надолго замолчать, но я все же успел почти ex nihilo (из ничего) — прошу это заметить! — произвести из Маркса и Энгельса небольшую эстетику. Эта моя микроскопическая заслуга до сих пор не дает покоя гадам разных поколений».
К 1937 г. литературная активность Лифшица почти останавливается. Он читает лекции в московских вузах, собирая огромные аудитории.
В 1938 г. Лифшиц выступает свидетелем защиты сотрудницы Третьяковской Галереи В. Антоновой, обвинённой в 1937 г. в подготовке покушения на Сталина. В. Антонова была оправдана.

### ИФЛИ
В конце 1930-х — самом начале 1940-х гг. Лифшиц выступает с лекциями и читает курс «Введение в марксистскую теорию искусства» в Московском институте философии, литературы и истории имени Н. Г. Чернышевского (МИФЛИ, сокращенно ИФЛИ). ИФЛИ, «красный лицей», в эту эпоху является главным гуманитарным вузом страны. С 1 декабря 1940 г. по 1 июня 1941 г. Лифшиц заведует там кафедрой теории и истории искусства и является доцентом кафедры искусствознания. По свидетельству литературоведа А. Аникста, на лекции Лифшица «приезжали со всего города, из других институтов и учреждений студенты, преподаватели и просто те, кто любил культуру, литературу, искусство». В ИФЛИ в это время проходят публичные дискуссии по теоретическим вопросам эстетики. Один из свидетелей описывает участие в них Лифшица следующими словами: «Он весь сверкал остротами, парадоксами, эффектными сопоставлениями, изящными насмешками. Под его речью оппоненты увядали на наших глазах, и в их последующих выступлениях сквозила тоска заведомого неуспеха». На вопрос о самом сильном впечатлении от учёбы в ИФЛИ искусствовед Н. Дмитриева отвечала: «Лифшиц».
С сентября 1939 г. разворачивается вторая литературная дискуссия десятилетия, начатая статьёй В. Ермилова «О
вредных взглядах „Литературного критика“» и вызванная публикацией книги Лукача под редакцией Лифшица «К истории реализма». Их оппоненты широко используют политические обвинения, приписывая группе «Литературного критика» оправдание термидора, объявляя их взгляды немарксистскими и неленинскими, возрождающими «старую поповскую клевету на материалистов и просветителей». Лифшиц отвечает на атаки двумя статьями.
В 1940 г. журнал «Литературный критик» закрывается специальным постановлением ЦК ВКП(б). Постановление было инспирировано целым рядом доносов советских литературоведов и писателей в партийные органы. В них «Литературный критик» и его «руководящие лица»: Лукач, Лифшиц, Усиевич, — обвинялись в сотрудничестве с писателем Платоновым, в проповеди враждебных взглядов, назывались центром политически вредных настроений, антипартийной группировкой в литературе. (Письмо В. Ермилова А. Жданову 10 сентября 1939 г. Докладная записка секретарей ССП СССР А. Фадеева и В. Кирпотина секретарям ЦК ВКП(б) «Об антипартийной группировке в советской критике» 10 февраля 1940 г. Докладная записка В. Ермилова на имя Сталина и др. 9 марта 1940 г.)

## Проблема революционной трагедии
Философская работа Лифшица разворачивалась в конце 1920-х и в 1930-е гг. на фоне возникающего сталинизма и большого террора. В созданных им концепциях нашла себе выражение трагедия революции. В своём понимании этой трагедии Лифшиц опирался на знаменитую переписку Маркса и Энгельса с Лассалем по поводу его пьесы «Франц фон Зикинген». (Антологии «К. Маркс и Ф. Энгельс об искусстве», начиная с издания 1957 г., фактически открываются обширным разделом «Проблема революционной трагедии», следующим сразу за первыми страницами «Идейность и реализм»). В центре внимания Лифшица на протяжении всей жизни находится мысль Энгельса, видящего трагический конфликт в коллизии «между исторически необходимым требованием и практической невозможностью его осуществления». Эта же идея пронизывает поздние работы Ленина: «разрыв (пропасть) между необъятностью задач и нищетой материальной и нищетой культурной. Засыпать эту пропасть». (Ср. у Лифшица: «Завалим ли мы эту пропасть своими телами?».). Тема разрыва, пропасти, щели, «между», относится к центральным сюжетам лифшицианства). Одна из поздних программных работ Лифшица, являющейся практически путеводителем по главным идеям 1930-х гг., завершается словами: «История, сказал Маркс, ставит перед собой только разрешимые задачи. Это, конечно так, но она не рассчитывает при этом своих сил. Их часто не хватает для немедленного решения». Тему трагической вины революционеров, то есть той, которую невозможно избежать, как не может от неё уклониться герой античной трагедии, Лифшиц подробно разбирает в работе, посвящённой 140-летию со дня рождения Энгельса. Отсюда интерес Лифшица к теме идеального, его противоречивых, обратных форм и возможности или невозможности воплотиться в реальность. «Идеальное в мире есть, но входит оно не через парадную дверь. Любовь скорпионов предвещает Ромео и Джульетту».
В записках, хранящихся в архиве Лифшица, есть следующие слова, характеризующее его положение в 1930-е гг.: «Прихожу к выводу, что я живу не только по недосмотру, но и потому, что, будучи аутсайдером, даже в самое страшное время, я был как бы за пределами той необычности, того возвышения над средним уровнем, которое срубил страшный меч неправосудия. Да, я был за пределами восприятия этой машины, как слишком резкий звук не воспринимается нашим ухом, а простой крик раздражает его. Ультразвук для воспринимающего уха 30-х годов».

## Великая Отечественная война(1941—1945)
С первых дней войны с фашизмом Лифшиц призван на военную службу в рядах Действующего флота. Он служит в Пинской военной флотилии, единственном флотском соединении, оборонявшем Беларуссию летом 1941 г. В начальный, наиболее трудный период Великой Отечественной войны флотилия оказывает содействие сухопутным частям, высаживает разведывательные и тактические десанты в тылу врага и обеспечивает переправы для отступавших советских войск. Против кораблей Пинской флотилии противник использует авиацию, танки, самоходно-артиллерийские установки и артиллерию. Сражения происходят на реках Припять, Березина, Днепр. С 1 сентября 1941 г. флотилия сосредотачивает свои усилия на обороне Киева, способствует длительному удержанию переправ через Днепр. В связи с отходом частей Красной Армии с рубежей рек Днепровского бассейна оставшиеся в боевом строю корабли флотилии взрываются своими экипажами на Днепре 18 сентября, и моряки сражаются в составе окружённой группировки.
С 18 сентября 1941 г. Лифшиц выбирается по немецким тылам с оккупированных территорий. 22 сентября он получает ранение немецкой пулей в левую лопатку. 20 октября захвачен немецкими кавалеристами и как еврей поставлен в яму для расстрела, но ему удается бежать. 25 октября Лифшиц выходит к советским войскам. В его текстах события этих дней находят лишь слабый отзвук. Он объяснял это так: «Уже на исходе этих трагических лет мне повстречался один старшина из морской пехоты, раненный четырнадцать раз. На мой вопрос: „Почему же вы не носите ваших нашивок?“ — он ответил: „А зачем? Калеку и так видно“. С тех пор я старался подавить в себе всякое желание рассказывать о войне».
После выхода из окружения Лифшиц принимал участие в войне в качестве литработника. Его отправляют в город Ульяновск для работы при отделе печати Народного комиссариата Военно-Морского Флота. Одновременно он является корреспондентом Совинформбюро по флоту. В августе — сентябре 1943 г. читает цикл лекций о русской культуре офицерам ВМФ, стенограммы которых опубликованы. В январе 1944 г. назначен старшим преподавателем по литературе в Военно-морское политическое училище ВМФ в Ленинграде. С апреля 1944 г. назначен преподавателем кафедры марксизма-ленинизма в Военно-морскую ордена Ленина академию (ВМОЛА) им. К. Е. Ворошилова. Лифшиц уволен в запас в звании капитана 1 марта 1946 г. Награждён орденом Красной Звезды.

## Дело о диссертации (1944—1956)
В 1944 г. во время работы в Главном Политуправлении ВМФ Лифшиц столкнулся с необходимостью иметь учёную степень. Он обращается в Институт философии, и ВАК (Высшая аттестационная комиссия) даёт разрешение на защиту докторской диссертации об эстетических взглядах Маркса, написанной на основе книги 1933 г. Рукопись была одобрена и поставлена на защиту. Но в это время в СССР происходит изменение философского лидерства: группу М. Б. Митина сменяет группа Г. Ф. Александрова. В Институте философии были арестованы и репрессированы шесть сотрудников, сторонников Митина. В Институте происходит смена руководства: директора института П. Ф. Юдина сменяет В. Светлов, который отменяет защиту диссертации. Отправленный в том же году по службе в Ленинград Лифшиц передаёт рукопись для защиты в Ленинградский институт литературы АН СССР (Пушкинский дом). Здесь он сталкивается с сопротивлением своих старых противников, задетых его полемикой 1930-х гг. Дело затягивается на 4 года, и защита кандидатской диссертации по филологии «Карл Маркс и вопросы истории литературы», единогласно поддержанная Ученым Советом, состоялась в июне 1948 г. В начале 1949 г. диссертация и документы передаются в ВАК, где пропадают.
О второй половине 1940-х — начале 1950-х Лифшиц писал: «По возвращении с военной службы я чувствовал себя вполне забытым, где-то на дне, а надо мной была океанская толща довольно мутной воды».
С октября 1946 г. Лифшиц работает в Школе-студии МХАТ преподавателем исторического и диалектического материализма. В конце 1940-х он преподаёт философию в МГИМО. В 1949 г., на волне антисемитской компании по «борьбе с космополитизмом» его увольняют из МГИМО со следующими обвинениями: «В своей проповеди буржуазного космополитизма доц. Лифшиц дошел до прямого отрицания материалистической традиции в передовой классической философии, третировал Герцена как эклектика в философии». «Лифшиц в своих „работах“ пытался опорочить великий русский народ». «Он клеветал на великого национального поэта Пушкина». «Доц. Лифшиц на протяжении многих лет в своих печатных работах подменял марксистско-ленинскую философию идеалистической гегельянщиной». «Вся деятельность безродных космополитов была направлена на подрыв крепнущих сил демократии социализма в угоду англо-американским поджигателям новой войны. Каждый патриот нашей родины, работник идеологического фронта не может проходить мимо отвратительных издевательств безродных космополитов над передовой русской философией и культурой».
В 1949 г. МИД СССР направил в Институт философии АН СССР для экспертной оценки конспект ряда недавних статей Лукача. В частности там рассматривалось предисловие Лукача к вышедшему в Венгрии в 1946 г. сборнику высказываний Маркса и Энгельса об искусстве, в основу которого была положена хрестоматия Лифшица. В предисловии Лукач ставил в заслугу Лифшицу реконструкцию всей системы эстетических взглядов Маркса и Энгельса и называл его работы в этой области классическими. Ориентация на Лифшица вызвала настоящее негодование в Институте философии. В заключении Института о статьях Лукача, подписанным его директором Г. Александровым, говорилось: «Вот что пишет Лукач: профессор Лифшиц — „самый выдающийся исследователь марксистской эстетики“ в Советском Союзе. Это неправда. В действительности несомненен факт, что М. Лифшиц „выдающийся“ космополит и эклектик, недавно разоблаченный философской кафедрой Института Международных отношений в Москве. Пропагандировать в демократической Венгрии М. Лифшица в качестве „выдающегося исследователя марксистской эстетики“ в Советском Союзе может только такой путаник и эклектик, каким был и остался Дьердь Лукач».
В конце 1940-х гг. Лифшиц остается практически без средств к существованию и, как художник по первой профессии, зарабатывает, «расписывая какие-то вазы". С конца 1930-х гг. и до 1959 г. Лифшиц с женой Л. Рейнгардт живут в служебном помещении при Третьяковской галерее, в бывшей кладовой. С конца 1940-х гг. в постоянном ожидании ареста. Из воспоминаний Лифшица: "Однажды в самую тяжелую пору, наверное, что-нибудь в 1952 г., когда времени у меня было много, я сидючи у себя в Третьяковке, под сводчатым потолком, в комнате за железной дверью, где у купца хранилась его казна, делал копию с иконы. Пришел Твардовский и со свойственным ему иногда мрачным юмором сказал: «Вот теперь, когда ты взялся это расписывать, тебя и заберут!».
С 1948 г. Лифшиц работал на кафедре философии АН СССР, занимаясь философской подготовкой аспирантов. В начале 1953 г., на фоне «дела врачей-отравителей», в стенных газетах Института философии и Президиума АН СССР появляются анонимные статьи «О бдительности и ротозействе» и «Кандидат самозванец», обвиняющие Лифшица в том, что в довоенные годы он состоял в кружке эстетствующих космополитов, что он незаконно присвоил себе звание кандидата наук, не имея даже диплома о высшем образовании. Статьи опирались на выступление Генерального секретаря союза советских писателей А. А. Фадеева «Некоторые вопросы работы Союза писателей» на заседании президиума правления Союза 24 марта 1953 г. В своём докладе Фадеев обрушился на роман В. Гроссмана «За правое дело» (опубликован в «Новом мире», 1952, № 7-10), и громил «антипатриотическую группу безродных космополитов-низкопоклонников». В докладе уделялось место и Лифшицу, который, по словам Фадеева, проповедовал реакционную теорию круговорота Вико, поднятую на щит одним из идеологов загнивающего капитализма Шпенглером. Эти выступления были последними запоздавшими всплесками антисемитской кампании 1948—1953 гг., начавшей сходить на нет после смерти Сталина 5 марта 1953 г. Но на деле о диссертации Лифшица перемены отразились не скоро. Ленинским РК г. Москвы от 10 декабря 1954 г. ему был вынесен «Строгий выговор с предупреждением за обман государственных и партийных организаций при оформлении кандидатской диссертации».

## 1950-е годы

### Статья «Дневник Мариэтты Шагинян» (1954)
В 1953 году, сразу после смерти Сталина, Лифшиц пишет памфлет «Дневник Мариэтты Шагинян», посвящённый анализу только что опубликованного дневника известной советской писательницы Мариэтты Шагинян, лауреата Сталинской премии третьей степени (1951). В своей статье Лифшиц рисует портрет сталинской интеллигенции с её поверхностностью и поразительным сочетанием эпического восторга с безразличием и равнодушием к делу. Прочитав рукопись в конце 1953 г. Твардовский сказал Лифшицу «Ты сам не знаешь, что написал!». Лифшиц ответил: «Знаю и могу представить себе даже некоторые последствия». Публикация памфлета в «Новом мире» № 2, 1954 г. производит «впечатление разорвавшейся бомбы». Лифшиц просыпается знаменитостью. В дневнике Корнея Чуковского от 6 февраля 1954 г. есть запись о том, в какой восторг его окружение привела статья Лифшица: «Куда я ни пойду, всюду разговоры об этой статье». Сама Шагинян «истолковала статью Лифшица как еврейскую реакцию на её активное участие в кампании против романа В. Гроссмана», о котором она опубликовала статью в «Известиях» в разгар травли автора.
Публикация статьи Лифшица вызывает резкую ответную реакцию партийных и официальных писательских кругов (выступление первого секретаря СП СССР А. Суркова, опубликованное в «Литературной газете» 15 июня 1954 г.). 23 июля 1954 г. выходит постановление ЦК КПСС «Об ошибках журнала „Новый мир“», где, в частности, говорится: «ЦК КПСС отмечает, что редколлегия журнала „Новый мир“ допустила в своей работе серьёзные политические ошибки, выразившиеся в опубликовании ряда статей, содержащих неправильные и вредные тенденции (статьи В.Померанцева, М.Лифшица, Ф.Абрамова, М.Щеглова)». Этим постановлением Твардовского освобождают от обязанностей главного редактора журнала. В информации Отдела науки и культуры ЦК КПСС о заседании партийной группы Правления ССП СССР по рассмотрению решения Секретариата ЦК КПСС «Об ошибках журнала „Новый мир“» говорится: «Редактор „Литературной газеты“ т. Рюриков подчеркнул, что позиция „Нового мира“, выраженная в статьях Померанцева, Лифшица и других, есть повторение политически враждебных выступлений „Перевала“ и „Литературного критика“, разгромленных в своё время партией». Вспоминая свою статью о Шагинян Лифшиц писал: «И вот после неё мне пришлось почти два года нести положенный крест вплоть до почти совершившегося исключения из партии (в 1956 г. извинились и отменили)».
В середине 1950-х гг. Лифшиц работает в Институте истории Академии наук СССР в должности старшего научного сотрудника. Его небольшие заметки, рецензии на книги изредка появляются в печати.
После состоявшегося в феврале 1956 г. XX съезда КПСС и осуждения культа личности Сталина положение Лифшица начинает меняться. В этом году ему присуждается учёная степень кандидата филологических наук за текст фактически 1931 г., опубликованный в 1933 г. и защищённый как диссертация в 1948 г.
В 1957 г. хрестоматия «К. Маркс и Ф. Энгельс об искусстве» «в 1940-е гг. изъятая из советских библиотек ввиду несоответствия её концепции утвердившимся в тот период стереотипам восприятия взглядов Маркса на отношения между художником и партией» выходит вновь в расширенном виде, с рядом новых разделов, изменённой структурой и предисловием Лифшица.

## 1960-е годы

### Ветер истории (1960)
26 ноября 1960 г. в газете «Советская культура» появляется статья Лифшица «Ветер истории», посвящённая 140-летию со дня рождения Энгельса. Статья выходит с существенными сокращениями и произвольными исправлениями редакции, но сам Лифшиц ценит эту публикацию, так как вводит в ней в широкий оборот несколько новых текстов Энгельса взятых из его писем к Полю Лафаргу и Лауре Маркс. В полном виде статья опубликована в 1984 г. В этом тексте, который был создан и мог появиться в печати только в апогей эпохи десталинизации, Лифшиц подробно анализирует проблему трагедии революции и трагической вины её акторов. Статья выходит на фоне общественных споров о природе культа личности, о причинах перерождения революционных идей в деспотическую демагогию, о следовании за прогрессивными эпохами реакционных. В своём тексте Лифшиц анализирует вопрос об исторических обстоятельствах, возлагающих на революционных деятелей бремя власти при недостаточных шансах на успех. Он вспоминает дискуссию, которая велась в институте Маркса и Энгельса в 1930 г., о тактике основателей марксизма в революции 1848—1849 гг. Тогда высказывалось мнение, что Маркс и Энгельс ошибались в том, что не учли отсталость Германии, и подразумевалось, что такую же ошибку совершил Ленин в Октябрьской революции. Этому подходу Лифшиц противопоставляет «эстетическую точку зрения», которая рассматривает безвыходные ситуации, «ошибки гигантов», которые не могут не быть совершены, где герой «без вины виноватый», а его неизбежная гибель обладает нравственным значением. «Как не уклоняйся от того, что должно быть, тем вернее оно осуществится». «Упрек „не нужно было браться за оружие“ следует, может быть, обратить к одноклеточным» — пишет Лифшиц. Он приводит слова Энгельса, написанные в 1853 г. «Мне думается, что в одно прекрасное утро наша партия вследствие беспомощности и вялости всех остальных партий вынуждена будет стать у власти, чтобы в конце концов проводить все же такие вещи, которые отвечают непосредственно не нашим интересам, а интересам общереволюционным и специфически мелкобуржуазным; в таком случае под давлением пролетарских масс, связанные своими собственными, в известной мере ложно истолкованными и выдвинутыми в порыве партийной борьбы печатными заявлениями и планами, мы будем вынуждены производить коммунистические опыты и делать скачки, о которых мы сами отлично знаем, насколько они несвоевременны. При этом мы потеряем головы, — надо надеяться, только в физическом смысле, — наступит реакция и, прежде чем мир будет в состоянии дать историческую оценку подобным событиям, нас станут считать не только чудовищами, на что нам было бы наплевать, но и дураками, что уже гораздо хуже. Трудно представить себе другую перспективу».
В 1963 г. М. Л. Лифшиц прочитал лекцию «О трагическом» на Высших курсах сценаристов и режиссёров.

### Лифшиц и Солженицын
В 1961 г. А. Твардовский обращается к Лифшицу с просьбой дать внутренний отзыв на поступившую в редакцию повесть «Щ-854» никому не известного учителя физики из Рязани Александра Солженицына. В своей короткой рецензии Лифшиц говорит: «Много нужно было бы написать, чтобы перечислить все замечательные черты реальности, как бы врезанные ножом мастера-художника в его небольшое произведение. Но я не могу пройти мимо чисто литературной стороны. Эта повесть — убедительный пример того, как большая правда переходит в множество малых правд, именуемых художественной формой. Автор так же умен и глубок в своей психологической живописи и в своем выборе каждого слова, как и в общем взгляде на жизнь. Было бы преступлением оставить эту повесть ненапечатанной». Рассказ Солженицына под названием «Один день Ивана Денисовича» был напечатан в журнале «Новый мир» (№ 11, 1962).
В 1963 г. по просьбе Твардовского Лифшиц пишет рецензию на роман Солженицына «В круге первом», который также оценивает очень высоко: «Не знаю, когда сие будет напечатано, но когда бы то ни было, все равно — книга Солженицына имеет непреходящее значение как литературное свидетельство о самых сложных, трагических, богатых содержанием фактах современной эпохи. Эти факты должны иметь своего летописца, и они нашли его». «Я должен ещё раз выразить искреннее удивление перед силой таланта и незаурядным умом автора этой книги». В частном письме в 1964 г. Лифшиц писал о себе как «пламенном патриоте Солженицына». Сам Солженицын в автобиографических очерках «Бодался телёнок с дубом» (1967) охарактеризовал Лифшица как «ископаемого марксиста-догматика». Лифшиц ответил ему словами: «Конечно, ископаемым быть нехорошо, хотя бывают и полезные ископаемые. Но, принимая долю истины, заключенную в этой характеристике, скажу только, что, на мой взгляд, лучше быть ископаемым марксистом, чем ископаемым проповедником реставрации Бурбонов». (Записи из архива Лифшица о Солженицыне и об их окончательном расхождении были опубликованы в 1995 г.)

### В мире эстетики (1964)
В 1964 г. в февральском номере «Нового мира», ровно 10 лет спустя после публикации статьи о Мариэтте Шагинян («с какой-то мистической точностью», как пишет Лифшиц), выходит его сатирический памфлет «В мире эстетики», посвящённый советскому философу и критику Владимиру Разумному. Текст вызывает большой общественный резонанс. Хотя сам Лифшиц характеризовал его в письме к Лукачу, как «литературное сообщение о себе, простое подтверждение того, что я ещё существую». Определяя стилистику своего памфлета Лифшиц пишет: «Карл Маркс сказал, что критика должна быть беспощадной. Я выполнил указание великого учителя, конечно, не вполне, но всё же процентов на тридцать». Целью текста о Разумном является «точный диагноз определённой болезни» и её «патологический разбор». Лифшиц видит болезнь в превращении марксистско-ленинской эстетики, от имени которой выступает Разумный в «пустозвонство и пустоутробие», которые до добра не доводят. В его публицистике и письмах с начала шестидесятых годов все настойчивее звучит тема дискредитированного марксизма и наблюдение за тем, как начинается массовый отказ от него в среде советской интеллигенции. «Наш бедный марксизм уже и так многие вообще не принимают всерьез». Ещё в 1960-м г. настроение интеллигенции Лифшиц определяет словами: мы живем в такое время «когда всё свиное стадо устремилось против марксизма». Многочисленные авторы текстов по гуманитарным наукам рассматриваются им как эпигоны литературных дельцов 1930-х гг. «сохранившие марксистские фразы только как футляр от часов, которые давно не идут».
Характеризуя состояние советской науки об искусстве, Лифшиц писал в частном письме в 1961 г.: "На Ваш вопрос: «Неужели все, что у нас издается по эстетике, является лишь бесхозяйственной тратой столь дефицитной бумаги? — смело отвечаю: да. Исключения настолько незначительны, что не меняют дела».
Официальный ответ на статью Лифшица появился на страницах газеты «Советская культура», в письме подписанным целым рядом профессоров, докторов наук. Статья Лифшица названа в письме «весьма далекой от интересов эстетической науки», лишённой аргументированной критики «основного содержания работ В. Разумного о социалистическом реализме, хорошо известных нашей общественности», насыщенной «оборотами, имеющими нарочито грубый, лично оскорбительный характер».

## Борьба с модернизмом

### Почему я не модернист (1964)
В 1964 г. в пражском журнале Estetica, на чешском языке, публикуется программное произведение Лифшица, написанное в 1963 г., «Почему я не модернист?». Текст, который он сам называл роковым. В нём подвергнуты жесточайшей критике базовые принципы искусства XX века. Спародировав в названии памфлеты Бертрана Рассела «Почему я не христианин?» и «Почему я не коммунист?», Лифшиц пишет с энергией авангардистского манифеста, придавая тексту «парадоксально заостренный характер». В эпоху, когда самыми актуальными и обсуждаемыми темами являются возникновение фашизма в Европе и сталинизма в СССР, их эстетическое пристрастие к жизнеподобию, а также ненависть тоталитарных режимов к авангарду в искусстве, Лифшиц формулирует прямо противоположную точку зрения: «Модернизм связан с самыми мрачными психологическими фактами нашего времени. К ним относятся — культ силы, радость уничтожения, любовь к жестокости, жажда бездумной жизни, слепого повиновения». Перечислив этот список смертных грехов двадцатого столетия, Лифшиц называет искренние и невинные искания модернистов евангелием нового варварства, величайшей изменой служителей духовного ведомства, мандаринов культуры. Культ силы и вкус к разрушению, присущие модернизму он рассматривает как концентрацию той атмосферы, которая господствовала в Европе накануне гитлеровской вальпургиевой ночи. Он анализирует модернизм как новую религию, где художник может лечить возложением рук, как новую мифологию меньше всего похожую на ту, в недрах которой родилось искусство. Ту мифологию, из которой органически рождается культ личности и поклонение фюреру. Доводя свои формулировки до предельной остроты, Лифшиц пишет: «Короче, это искусство толпы, управляемой посредством внушения, способной бежать за колесницей цезаря. Перед лицом такой программы я голосую за самый посредственный, самый эпигонский академизм, ибо это — меньшее зло».
В своём тексте Лифшиц развивает те же идеи о новейшем искусстве, которые стали фундаментом его духовного переворота во ВХУТЕМАСе в 1923-24 гг., обогащённые печальным опытом следующих 40 лет.
На русском языке манифест «Почему я не модернист?» печатается в «Литературной газете» 8 октября 1966 г. Хорошо представляя последствия, Лифшиц испытывал сомнения в целесообразности знакомства широкого советского читателя с этим текстом. Инициатором выступил сотрудник «Литературной газеты» Марлен Кораллов. Его воспоминания подробно освещают все перипетии этого события. Публикация повергает читателей в состояние шока. Тихий отдел литературоведения и эстетики заваливают письмами. Пишут из Москвы, Ленинграда, Ташкента, Львова. Искусствоведы, художники, физики, инженеры, пенсионеры, академики, доктора наук, школьники. Эссе обсуждается во всех отделениях Союза художников. Философы и эстетики шлют в редакцию свои ответные рукописи, многократно превосходящие по объёму текст Лифшица. Среди писем рядовых читателей автор анафематствуется в каждом втором: «Как такой пасквиль, правда, ловко состряпанный, — спрашивает один из них, — получил место на страницах моей любимой газеты?». «Как уважаемый автор объяснит, — спрашивает другой, — и ту жестокость, с которой насаждается реализм (натурализм!) в течение многих лет в нашем отечестве?». «Очень грустно читать, что человек с такой эрудицией и таким талантом как М. А. Лифшиц, не хочет видеть, кому на пользу идет его война с модерном», — писал литературовед Г. Померанц. В массовом сознании, начиная со статьи «Почему я не модернист?» и на много лет, имя Лифшица связывается со сталинской идеологией. «До недавнего времени это имя прочно ассоциировалось с гонениями на малейшие отступления от реализма и было синонимом консерватизма и мракобесия» — писала газета «Коммерсантъ-daily» 27 лет спустя после публикации в «ЛГ».
Вот письмо, отправленное Лифшицу историком культуры, бывшим заключённым сталинских лагерей и будущим диссидентом Львом Копелевым в 1966 г.
«Михаил Александрович!
Посылаю Вам свою статью, так как сомневаюсь, что её где-либо напечатают и хочу, чтобы Вы её прочли.
До сих пор я не считал нужным оспаривать Ваши суждения об искусстве, так как очень высоко ценю Вашу публицистику иного рода (памфлеты против Шагинян, Разумного и др.). Но статьями в „Forum“ и в „Литературной газете“ Вы настолько определённо заявили себя поборником самых реакционных сил, действующих в современной международной культурной жизни, что для меня стало совершенно необходимо возразить Вам достаточно решительно.
Хочу надеяться, что Вы все же не настолько прочно вжились в роль протопопа Аввакума современного эстетического старообрядчества и ещё можете, хоть в какой-то степени критически оценивать свои ошибки, заблуждения и предрассудки».
Написанное в период хрущевской оттепели эссе Лифшица появляется в эпоху начинающегося откатывания назад. (1964 г. — дело И. Бродского; 1965 г. — дело А. Синявского и Ю. Даниэля.) Редакция «Литературной газеты» планировала публикацию как дискуссионную, но приглашённый ею в оппоненты Г. Недошивин в последнюю минуту не решается вступить в полемику. Статья Лифшица начинает выглядеть как установочная. 20 декабря 1966 г. со статьёй «Анализ против схематизма» с критикой Лифшица на страницах «ЛГ» выступает литературовед и критик Александр Дымшиц. (На рубеже 1940—1950-х гг. Дымшиц выступал против низкопоклонства перед иностранщиной, боролся с формализмом и космополитизмом и был известен как «несгибаемый сталинист, бескомпромиссный противник модернизма и присяжный литературовед советского официоза».) В феврале 1967 г. «ЛГ» продолжает дискуссию, публикуя тексты, осуждающие Лифшица. Он обвиняется в том, что огульно отрицает модернизм и видит в Пикассо и других выдающихся художниках пособников фашистов и фашистской идеологии. Лифшиц отвечает на критику в этом же номере «ЛГ» статьёй «Осторожно человечество!». Он пишет: «Нет, пишущий эти строки никого не обвинял в „пособничестве фашизму“. Нельзя переводить чужую мысль с языка теории на язык уголовного права. Это — прием, а не доказательство, к тому же прием фальшивый, рассчитанный на эффект. Трудно даже поверить, что его применяют люди, которые уже по своей специальности обязаны знать, что такое трагическая вина в отличие от вины уголовной. Я писал о трагедии, а не о пособничестве». Отсылка к античной трагедии (в «Почему я не модернист?» Лифшиц цитирует «Орестею» Эсхила), незамеченная его оппонентами, развивала тот же мотив, и в тех же выражениях, которые Лифшиц использовал, говоря о революции и о трагической вине её акторов в статье «Ветер истории». Его интересует семя исторической трагедии, заложенной в идеях, в философии, «ибо трагедия есть действие, в котором обратная сила рождается из наших собственных свободных поступков и помыслов», — пишет он в статье о Луначарском.
Дискуссия с Дымшицем и другими авторами о модернизме была продолжена Лифшицем в 1968 г. на страницах журнала «Вопросы философии» статьёй «Либерализм и демократия». Обвиняемый оппонентами в том, что он требует запрета современного искусства, Лифшиц подчеркнул свою позицию: «Нужно отделить гражданский вопрос, точнее — вопрос о правах художника — от вопроса эстетического». «Нужно предоставить тем, кому нравится кубизм, абстрактное искусство, поп-арт и все что угодно, их гражданское право наслаждаться своими радостями». «Почему бы не открыть для обозрения всех Малевичей и Кандинских, которые хранятся у нас в запасниках».

### Кризис безобразия
Репутация Лифшица как обскуранта прочно закрепляется после публикации его книги «Кризис безобразия». В ней он следует примеру Вольтера, которого называет гением критики и о котором пишет: «Его перо не останавливается перед оскорблением кумиров, окруженных священным ореолом привычки». Если нужно найти пример «беспощадной критики всего существующего», которая «не страшится собственных выводов и не отступает перед столкновением с властями предержащими», в данном случае в области эстетической, то «Кризис безобразия» является здесь лучшим примером. Современный автор Д. Гутов характеризует эту книгу как «настоящую библию антимодернизма, главный теоретический труд советского марксизма, поставивший под вопрос весь эстетический проект современности. В XX веке не было другого произведения, в котором был бы подвергнут столь же убийственной критике не только буржуазный мир, но заодно и все формы самой критики этого мира с позиций авангардизма».
Лифшицу в книге принадлежат статьи о кубизме и поп-арте, написанные в первой половине 1960-х гг. а также эссе «Почему я не модернист?». Его жене Л. Я. Рейнгардт — статья о модернизме в послевоенный период, написанная в 1949 г. Подготовленная к печати в 1967 г. книга выходит в 1968 г. и для либералов «читается под аккомпанемент грохота советских танков, подавляющих „Пражскую весну“». С этого времени в глазах либеральных читателей Лифшиц окончательно воспринимается столпом официальной ортодоксии. При этом официальная пресса на появление книги не реагирует. Положительной рецензией откликнулся на публикацию «Кризис безобразия» только почвеннический журнал «Октябрь», где была напечатана статья писателя Ивана Шевцова, автора антиформалистического антисемитского романа 1949 г. «Тля». Похвалив авторов за то, что они «со страстной убедительностью доказывают, что модернистско-абстрактные поп-артовские плевки ничего общего с подлинным искусством не имеют», он обвинил их и в непоследовательности, противоречии самим себе и выделил целый ряд утверждений с которыми «едва ли можно согласиться» и «безоговорочно принять». Отвергнув «снисходительные оговорки и компромиссы» Лифшица и Рейнгардт Шевцов писал: «Носители и распространители чуждых идей и „безобразия“ в искусстве должны нести моральную ответственность за растление душ, за разрушение духовных ценностей».
Для целого поколения художников книга Лифшица становится своего рода «Опровержением Корана», важнейшим источником знаний о современном искусстве. Здесь впервые они видят небольшие черно-белые репродукции Дюшана, Поллока, Уорхола, Раушенберга, Джаспера Джонса, Розинквиста, Лихтенштейна и др. Здесь же можно было прочитать описания первых перформансов Ива Кляйна, Нам Джун Пэйка и получить значительное количество цитат из новейшей западной периодики. «Ни один любознательный молодой человек не прошел в ту эпоху мимо его книг, служивших редким и ценным источником информации о современном искусстве». Прошедший авангардную школу ВХУТЕМАСа «в советское время, Лифшиц оставался единственным автором, писавшим против современного искусства, с пониманием своего предмета».
В 1967 году Лифшиц избирается членом-корреспондентом Академии художеств СССР. В том же году он пишет статью к 50-летию Великой Октябрьской социалистической революции, не пропущенную цензурой. Статья в сокращённом виде публикуется в 1985 году и в полном — в 1988 году

## 1970-е и начало 1980-х годов

Обложка книги «Карл Маркс. Искусство и общественный идеал», изданной в 1972 году.

В 1972 г. тексты Лифшица, написанные с 1927 г. по 1967 г., посвящённые эстетическим взглядам Маркса, выходят отдельной книгой. За эту монографию 17 апреля 1973 г. учёным советом Института философии АН СССР Лифшицу присвоена учёная степень доктора философских наук.

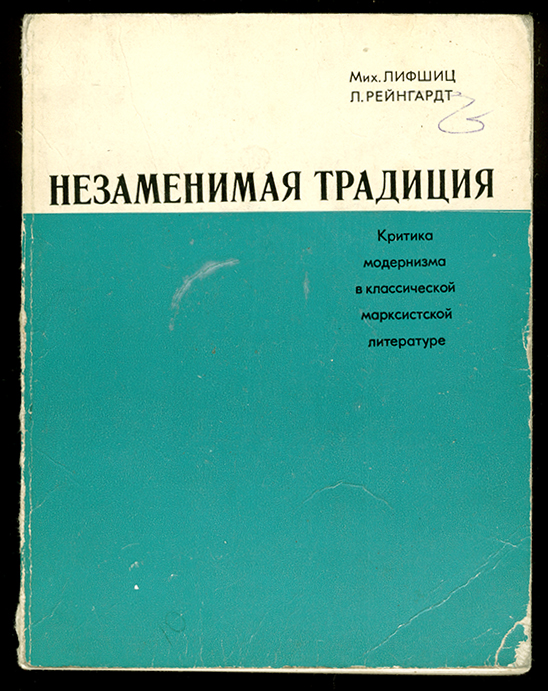
Обложка книги «Незаменимая традиция», изданной в 1974 году.

Идеологическим фоном этих событий служит начало активной борьбы власти с диссидентским движением. В 1973 г. многочисленные публикации в прессе ученых и писателей осуждают «антисоветские действия и выступления Сахарова и Солженицына». В 1974 г. выходит сборник «Из-под глыб», происходит изъятие книг Солженицына из библиотек. На Западе выходит «Архипелаг ГУЛАГ». 15 сентября 1974 г. проходит Бульдозерная выставка. В этом же году выходит брошюра Лифшица и Рейнгардт «Незаменимая традиция», посвящённая критике модернизма в классической марксистской литературе.
В 1975 г. Лифшиц становится действительным членом Академии художеств СССР. 24 декабря 1975 г. он выступает с докладом «Партийность и реализм» на XXXII сессии Академии художеств СССР посвящённой 70-летию публикации статьи Ленина «Партийная организация и партийная литература».
В 1978 г. в разгар официальной борьбы с инакомыслием в журнале «Коммунист» выходит статья Лифшица «Чего не надо бояться», где он подвергает критике понятие плюрализма и формулирует свой афоризм: «Полное единомыслие человеческого рода — такой же идеал, как абсолютная истина».

### Лифшиц и Ильенков. Проблема идеального
В 1980 году Лифшиц работал над большой статьёй чисто философского характера «Диалог с Ильенковым», посвящённой проблеме идеального, которую он не успевает закончить. Частично она была опубликована посмертно в 1984 году, и в расширенном виде, составленном из фрагментов, сохранившихся в его папках, — в 2003 году. Об Ильенкове Лифшиц писал: «Это был самый талантливый из всех наших „философов“ послевоенной выделки, самый близкий мне из них человек». При этом он подчеркивал: «Эвальд Ильенков хочет быть марксистом, но это очень абстрактный ум. То, что интересует меня, для него — недостаточно философия». «Прошу иметь в виду, — пишет Лифшиц об Ильенкове, — что у меня с ним есть расхождения. Хотя он и воспринял от меня и Лукача не мало, но другой стороной, особенно на последнем этапе, сошелся с психологами, которые в философии не разумеют. Они придумали понятие „деятельности“, которая играет у них такую же роль, как glandula pinealis (шишковидная железа) у Декарта, то есть нечто среднее между духом и материей. Но такого нет, и деятельность тоже бывает либо материальная, либо духовная. Я ищу решение проблемы идеального в другом и советую взять ещё несколько уроков материалистической диалектики у Платона». В объяснении понятия идеального у Ильенкова Лифшиц видит две разные мысли, которые плохо вяжутся друг с другом. «Одна мысль состоит в том, что идеальное не принадлежит только человеческой голове, но имеет объективное существование, так же как объективно существует его более широкая основа — всеобщее. Другая мысль состоит в том, что идеальное существует не как сознание отдельного человека, а как сознание общественное, коллективное и притом воплощенное в предметах труда и культуры. Можно с полным убеждением сказать, что эти мысли не совпадают и даже прямо противоречат друг другу». Лифшиц приводит следующие слова Ильенкова, в которых видит суть их расхождения: «В природе самой по себе, в том числе природе человека, как биологического существа, идеального нет». Свою диаметральную позицию Лифшиц определяет так: «Идеальное есть во всем, оно есть и в материальном бытии и в сознании, оно есть и в обществе и в природе, или же его нет нигде». Именно этому вопросу: «существует ли в самом бытии нечто идеальное, отвечающее нашим лучшим, наиболее высоким понятиям и даже рождающее их?», посвящён «Диалог с Ильенковым». В одном из своих самых последних текстов Лифшиц развивает те же идеи, которые были им сформулированы уже в 1927 году в тезисах «Диалектика в истории искусства», где он писал о существовании абсолютной истины. Занимаясь переводом Гегеля и Платона на язык материализма, Лифшиц опирается на фразу из ленинского конспекта «Науки логики»: «Различие идеального от материального тоже не безусловно, не überschwenglich (не чрезмерно)». Он пишет: «Чтобы наш материализм был вполне современным, придется взять ещё один урок у Платона, Аристотеля и Гегеля, то есть признать, что идеальное существует не только в человеке, не только в общественной деятельности, не только в предметных воплощениях общественного сознания, но и в природе, и в социальных процессах, и в жизни личности. Общественное так же может быть объективным, как луна, как природа, и существующее в нём идеальное не есть воплощение содержимого нашей головы или коллективного мышления, а объективно идеальное, такое же, как в природе». Ильенкова Лифшиц критикует за непоследовательность, за то, что он не решился сказать, что идеальное в нашем сознании является лишь отражением идеального в самой бесконечной материальной природе, «так как подобный взгляд представлялся ему какой-то уступкой идеализму Платона и Гегеля. В действительности, как уже было сказано, дело обстоит как раз наоборот — идеализм есть отрицание идеальных возможностей материи, превращение её в бытие, не достигающее порога истинной реальности, поскольку оно смешано с небытием, понимание материи как сферы по преимуществу конечного, состоящего из очень большого числа разрозненных пространственных частиц, лишенных целого». Отсюда делается вывод: «Сегодня только материализм может ещё отстоять идеальную жизнь духа, существование всеобщей истины».
Публикация статьи Лифшица вызывает острые дискуссии в кругу советских, а затем и философов России и более широкого постсоветского пространства, не прекращающиеся до сегодняшнего дня. Исследователи отмечают, что статья Лифшица по отношению к Ильенкову «обнаруживает не просто различие трактовок, а расхождение по фундаментальным вопросам философии». В творчестве Лифшица последователи Ильенкова обнаруживают некую странность: «С одной стороны блистательная литературная критика, а с другой — „онтогносеология“, сопоставимая по своей схематичности с традиционным советским „диаматом“». Как и в 1920—50-е гг. Лифшицу ставится в вину, что он «одобрительно цитирует ранние работы Маркса, где ещё присутствует влияние младогегельянства». Также он обвиняется в том, что у него «в трактовке фактов появляются элементы мистики», а его теория отражения связана с домарксовским материализмом в духе Дидро. «Онтогносеология Лифшица, — делает вывод Елена Валентиновна Мареева, — дитя своего времени. Она плоть от плоти той версии диамата, где были склонны выводить сознание напрямую из „фундамента“ материи, а не из социальной жизнедеятельности человека».
Также Лифшиц обвиняется в том, что он возвел в ранг философской категории тривиальное и прозаическое представление об идеальном как о лучшем, о совершенном.

Могила Лифшица М.

Лифшиц похоронен в Москве на Кунцевском кладбище (10 уч.).

## Наследие
При жизни Лифшица было
опубликовано четыре его книги и три брошюры. Некоторое количество текстов
осталось в раритетной периодике. Основные издания появились уже после его смерти. В них были собраны как его журнальные и газетные статьи, так и
материалы, оставшиеся в рукописях. В его архиве сохранилось около 700 папок всевозможных набросков. Часть текстов существует в виде многочисленных маргиналий на полях книг его библиотеки. Они станут предметом научного внимания.

В опубликованных работах Лифшиц излагает идеи, не считая, по его собственным словам, нужным афишировать свою близость к философии и предлагая «решение её вопросов в форме более конкретной, более доступной, задевающей темы времени». О своей публицистике в жанре травести он пишет: «Философские сюжеты в этом роде, кажется, ещё не излагались». «Спиноза изложил свою философию в книге под названием „Этика“. Почему же нельзя было бы при других обстоятельствах изложить систематическую философию в книге под названием „Эстетика“?».

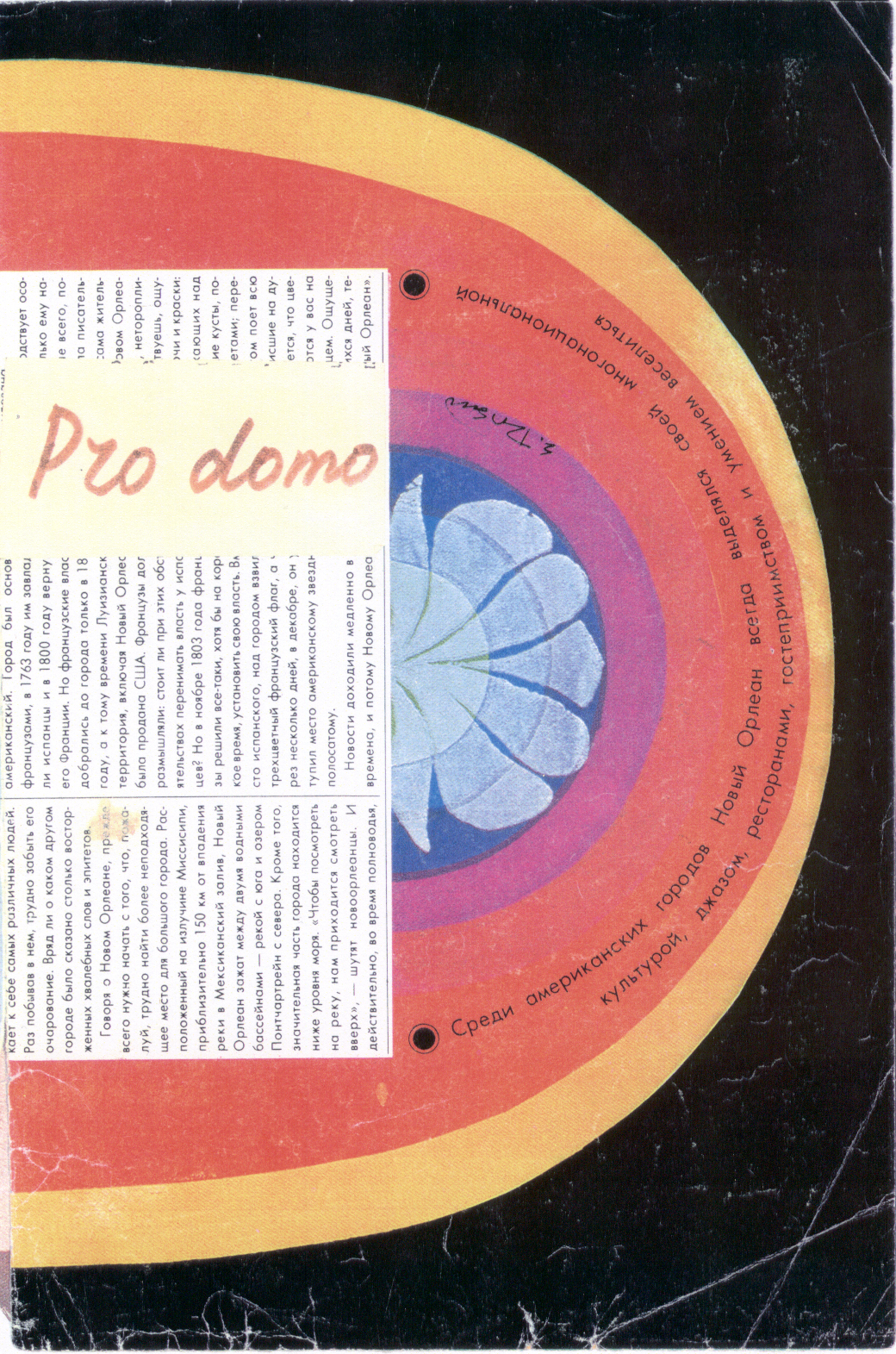
Мих. Лифшиц. Папка. Pro domo.

В течение многих лет Лифшиц работал над систематизацией своих философских взглядов, но эта работа не была завершена. В 1960 г. он писал в частном письме автору, который восхищался его работами: «Я хорошо знаю, что почти никаких работ у меня нет. Подавляющая часть моего духовного труда не находит выхода». И в 1965 г.: «Я все мечтаю, что путём энергичных усилий разметаю вокруг себя все обязательства и тогда начну излагать свой курс в философии в параграфах и короллариях. Но в глубине души думаю, что это будет первым моим трудом уже в другом мире». Пять лет спустя в письме к Лукачу он говорит о том же: «Кроме скелетов многочисленных лекций, у меня накопилось много записанного, но эскизного материала. Возможно, что мне придется оставить это в афористической форме. Мне чем-то неприятен этот путь, ибо на роль марксистского Ницше или Хайдеггера я претендовать не хочу. Боюсь только, что на строгую систематику уже не осталось времени». В 1971 г. он пишет: «За долгую жизнь сделано так удивительно мало, и все это какие-то побочные продукты, сочинения по случаю, заметки на полях. Удивительно мало открыто из невидимой части льдины». Фразой «Мало кому на свете удалось довести до конца начатое им дело», начинается один из программных поздних текстов Лифшица «Человек тридцатых годов». Тема Non Finito, незаконченного, неосуществленного, того, что не нашло себе адекватную форму перед грандиозностью поставленных задач, как в жизни личности так и в истории, является одной из центральных в наследии Лифшица. «Бывают такие моменты, —пишет он, — когда незаконченность начатого дела является чертой неизбежной, трагической». В его архиве сохранилась запись: «Я не ищу успеха, потому что давно-давно „Ich hab' mein Sach' auf Nichts gestellt“». (Я поставил все, что имею, на ничто. — нем., строка из стихотворения Гёте.)
Впрочем, Лифшиц полагал, что по отношению к нему самому может быть проделана та работа восстановления, которую он совершил по отношению к эстетике Маркса. В его архиве есть ещё одна, сделанная для себя запись, комментирующая недостаточность всего, что было сформулировано и записано, но и внутреннюю цельность, взаимосвязь того, что смогло найти воплощение: «Остаётся надежда, что когда-нибудь будущий Кювье по одной косточке моего скелета восстановит допотопное животное, но скорее всего наши имена утонут в тех громадных передвижениях социальной почвы, которые уже начались».

## Стиль
Характеризуя литературный стиль Лифшица один из авторов, случайно открывший его книгу в 1952 г., отмечает: «Так не говорили, не писали и такого мы не слышали». Сам Лифшиц характеризовал свой стиль «как средство преодоления мелочности, школьности и бюрократизма мысли». И, говоря об излишнем критицизме по отношению к самому себе, он пишет: «Но если бы его не было, не было бы и моей литературной речи, кажется, достаточно энергичной, плавной и точной». Многочисленные высказывания Лифшица о его любимых авторах могут быть рассмотрены как его самохарактеристика. Так он пишет: «Но пора уже понять, что Чернышевский писал умно, с тонкой, иногда почти неразличимой иронией, притворяясь ради исследования истины простаком, как Сократ, или эпатируя своих современников резкими суждениями, чтобы разбудить их от долгого сна».

## Философские, научные и публицистические труды

### Книги
- Лифшиц М. А. К вопросу о взглядах Маркса на искусство. М.; Л.: Государственное издательство художественной литературы. 1933.
- Лифшиц М. А. Вопросы искусства и философии. М.: Художественная литература. 1935.
- Лифшиц М. А., Рейнгардт Л. Кризис безобразия. М.: Искусство, 1968.
- Лифшиц М. А. Карл Маркс. Искусство и общественный идеал. М.: Художественная литература, 1972. То же. 2-е изд. 1979.
- Лифшиц М. А. Искусство и современный мир. М.: Изобразительное искусство, 1973. То же. 2-е изд. 1978.
- Лифшиц М. А., Рейнгардт Л. Незаменимая традиция. М.: Искусство. 1974.
- Лифшиц М. А. Мифология древняя и современная. М.: Искусство. 1980.
- Лифшиц М. А. В мире эстетики. М.: Изобразительное искусство, 1985.
- Лифшиц М. А. Собрание сочинений в трёх томах. М.: Изобразительное искусство, 1984—1988.
- Лифшиц М. А. На деревню дедушке. М.: Академия художеств СССР, 1990.
- Лифшиц М. А. Поэтическая справедливость. Идея эстетического воспитания в истории общественной мысли. М.: ТОО «Фабула», 1993.
- Лифшиц М. А. Очерки русской культуры. М.: Наследие. ТОО «Фабула». 1995.
- Лифшиц М. А. Диалог с Эвальдом Ильенковым. М.: Прогресс — Традиция, 2003.
- Лифшиц М. А. Что такое классика? М.: Искусство — XXI век, 2004.
- Лифшиц М. А. Либерализм и демократия. М.: Искусство — XXI век, 2007.
- Лифшиц М. А. Почему я не модернист? — М.: Искусство — XXI век, 2009.
- Лифшиц М. А. VARIA. М.: Grundrisse, 2010.
- Лифшиц М. А. Письма В. Досталу, В. Арсланову, М. Михайлову. 1959—1983. М.: Grundrisse, 2011.
- Лифшиц М. Лукач Д. Переписка 1931—1970. М.; Grundrisse, 2011.
- Лифшиц М. А. О Гегеле. М.: Grundrisse, 2012.
- Лифшиц М. А. Монтень. Выписки и комментарии. 1930-е гг. М.: Grundrisse, 2012.
- Лифшиц М. А. Надоело. В защиту обыкновенного марксизма. М.: Искусство — XXI век, 2012.
- Лифшиц М. А. Проблема Достоевского. (Разговор с чертом). М.: Академический проект, 2013.

### Хрестоматии
- Карл Маркс и Фридрих Энгельс об искусстве. М.: Советская литература, 1933. Сост. (совместно С Ф. П. Шиллером); То же. М.; Л.: Искусство, 1937,1938. То же в двух томах. М.: Искусство, 1957, 1967, 1976, 1983.
- Ленин о культуре и искусстве. М.: Государственное издательство изобразительных искусств, 1938.

### Статьи
- Лифшиц М. А. Ленинизм и художественная критика. М., 1936.
- Лифшиц М. А. Народность искусства и борьба классов. Доклад, прочитанный в ИФЛИ 23 мая 1938 г.
- Лифшиц М. А. Дневник Мариэтты Шагинян // Новый мир. — 1954. — № 2. — С. 206—231.
- Лифшиц М. А. Ветер истории // «Советская культура», 26.11.1960.
- Вульгарный социологизм / Лифшиц М. А. // Вешин — Газли. — М. : Советская энциклопедия, 1971. — (Большая советская энциклопедия : [в 30 т.] / гл. ред.  А. М. Прохоров ; 1969—1978, т. 5).
- Из автобиографии идей. Беседы М. А. Лифшица // Контекст 1987. Литературно-теоретические исследования. М.: Наука, 1988. С. 264—319.
- Лифшиц М. А. О Пушкине (Письмо Г. М. Фридлендеру от 8 апреля 1938 г.) // Пушкинист (Выпуск 1). Сборник Пушкинской комиссии Института мировой литературы имени А. М. Горького. М.: Современник, 1989. С. 403—414.